# بادیه‌نشینان نگب
بادیه‌نشینان نگب (عربی: بدو النقب; عبری: הבדואים בנגב‎ هابدوئیم بَنگب) قبیله‌های عشایر عرب هستند که به صورت سنتی به شبانی می‌پردازند و در صحرای نگب زندگی می‌کنند و روابط نزدیکی با بادیه‌نشینان شبه جزیره سینا دارند.
کمی پس از پایان کار عثمانیها فرایند اجباری تختهٔ قاپو کردن بادیه‌نشینان جریان گرفت که پس از پیدایش اسرائیل به‌طور قابل ملاحظه‌ای سرعت گرفت. در جریان جنگ عرب‌ها و اسرائیل (۱۹۴۸) بیشتر بادیه‌نشینان به نواحی همجوار اخراج شدند. بین سال‌های ۱۹۶۸ تا ۱۹۸۹، اسرائیل در شمال شرقی صحرای نگب هفت شهرک را برای متمرکز کردن جمعیت باقی‌مانده بادیه‌نشینان و تختهٔ قاپو کردنشان احداث نمود. بیش از نیمی از آن‌ها به این شهرک‌ها رفتند و باقی شان در روستاهایی که از نظر دولت اسرائیل غیرقانونی اند و به مرور توسط خودشان ساخته شده و در نتیجه از امکانات اولیه نظیر برق و آب آشامیدنی و... محروم است، ساکن شدند. در حالی که دولت اسرائیل ترک این روستاهای غیرقانونی را خواهان است، به مرور بعضی شان را به رسمیت شناخته و به دنبالش زیربناهایشان را بهبود بخشیده یا جمعیتشان را به شهرک‌های طرح ریزی شده توسط دولت جذب کرده. بادیه‌نشینان خواهان به رسمیت شناخته شدن تمامشان و فراهم شدن امکانات اولیه هستند.
برآورد می‌شود که غیر از ۲۵۰۰،۰۰۰ بادیه‌نشین اسرائیلی در سال ۲۰۱۲  حدود ۱۷۰،۰۰۰ نفر دیگر از ایشان نیز موجود باشند. آن‌ها حدود ۱۲% از شهروندان عرب اسرائیل ، ۱۲% از اسرائیلیان ساکن صحرای نگب را تشکیل دهند و بادیه‌نشینان صحرای نگب حدود ۲۵% جمعیت کل بادیه‌نشینان را تشکیل دهند.